# Parabetaeus euryone
Parabetaeus euryone är en kräftdjursart som först beskrevs av De Man 1910.  Parabetaeus euryone ingår i släktet Parabetaeus och familjen Alpheidae. Inga underarter finns listade i Catalogue of Life.